# Pains
Pains este un oraș în Minas Gerais (MG), Brazilia.